# هان ۳۶۷۶
سیارک ۳۶۷۶ (به انگلیسی: 3676 Hahn، نامگذاری:1984GA) سه هزار و ششصد و هفتاد و ششمین سیارک کشف شده‌است که در ۳ آوریل ۱۹۸۴ کشف شد.
قدر مطلق سیارک برابر ۱۳٫۹۰ است.